# This Was
Albums de Jethro Tull
Stand Up
(1969)
Singles
1. A Song for Jeffrey / One for John Gee
Sortie : 1968

This Was est le premier album studio de Jethro Tull. Il est sorti le 25 octobre 1968 sur le label Island et a été produit par Terry Ellis et le groupe.

## Historique
Après un premier single, Sunshine (paru sous le nom de groupe Jethro Toe) sorti en février 1968 et produit par Derek Lawrence, le groupe signe avec le label Island Records et entre dans les studios Sound Techniques de Londres pour enregistrer son premier album. L'enregistrement s'étale du 13 juin au 23 août 1968, le groupe ayant débuté parallèlement une résidence au Marquee Club de Londres.
Il s'agit de l'unique album du groupe avec le guitariste Mick Abrahams. En désaccord avec Ian Anderson sur l'orientation musicale future de Jethro Tull, certains conseillers auprès du groupe, ont notamment suggéré à Ian Anderson d'abandonner la flute et laisser tout le chant à Abrahams. Ce dernier part fonder Blodwyn Pig peu après la sortie de l'album. Il est brièvement remplacé par Tony Iommi (futur Black Sabbath), puis définitivement par Martin Barre qui restera dans le groupe près de 45 ans jusqu'en 2012. Le groupe fait sa première tournée américaine, peu de temps après l'arrivée de Martin Barre, tournée qui n'aura pas encore de conséquence sur la renommée du groupe aux États-Unis mais qui permettra quand même à l'album de se classer à la soixante deuxième place du Billboard 200.
This Was reste classé 17 semaines dans les charts britanniques, culminant à la dixième place. Une réédition pour le quarantième anniversaire de l'album sort en 2008 avec l'ajout d'un disque compact supplémentaire et de nombreux bonus ajoutés à l'album original mono, le tout regroupant trente cinq titres. La réédition pour le cinquantième anniversaire comprend seize titres remixés par Steven Wilson (leader entre autres du groupe de rock progressif, Porcupine Tree).

## Liste des titres
- Toutes les chansons sont signées par Ian Anderson sauf avis contraires.

### Album original
Face 1
| No | Titre                                | Auteur                  | Durée |
| -- | ------------------------------------ | ----------------------- | ----- |
| 1. | My Sunday Feeling                    |                         | 3:38  |
| 2. | Some Day the Sun Won't Shine for You |                         | 2:42  |
| 3. | Beggar's Farm                        | Mick Abrahams, Anderson | 4:19  |
| 4. | Move on Alone                        | Abrahams                | 2:00  |
| 5. | Serenade to a Cuckoo                 | Roland Kirk             | 6:01  |

Face 2
| No  | Titre               | Auteur                                                 | Durée |
| --- | ------------------- | ------------------------------------------------------ | ----- |
| 6.  | Dharma for One      | Anderson, Clive Bunker                                 | 4:11  |
| 7.  | It's Breaking Me Up |                                                        | 4:56  |
| 8.  | Cat's Squirrel      | trad. arr. Abrahams                                    | 5:06  |
| 9.  | A Song for Jeffrey  |                                                        | 3:18  |
| 10. | Round               | Abrahams, Anderson, Bunker, Glenn Cornick, Terry Ellis | 0:50  |

Titres bonus 2001
- L'édition remasterisée de This Was sortie en 2001 inclut trois titres supplémentaires :

| No  | Titre                                                | Auteur   | Durée |
| --- | ---------------------------------------------------- | -------- | ----- |
| 11. | One for John Gee (face B du single Song for Jeffrey) | Abrahams | 2:06  |
| 12. | Love Story (single unique 1968)                      |          | 3:06  |
| 13. | Christmas (face B du single Love Story)              |          | 3:06  |

### Édition Deluxe
- Une édition Deluxe 2 CD parait en 2008, à l'occasion du quarantième anniversaire de l'album.
- Le premier CD reprend l'album original en mono, avec neuf titres bonus enregistrés lors de deux BBC Sessions :

| No  | Titre                                                | Auteur                        | Durée |
| --- | ---------------------------------------------------- | ----------------------------- | ----- |
| 11. | So Much Trouble (John Peel Session, 23/07/1968)      |                               | 3:19  |
| 12. | My Sunday Feeling                                    |                               | 3:49  |
| 13. | Serenade To a Cuckoo (John Peel Session, 23/07/1968) | Kirke                         | 3:37  |
| 14. | Cat's Squirrel (John Peel Session, 23/07/1968)       | trad.                         | 4:38  |
| 15. | A Song for Jeffrey                                   | John Peel Session, 23/07/1968 | 3:13  |
| 16. | Love Story (John Peel Session, 05/11/1968)           |                               | 3:04  |
| 17. | Stormy Monday (John Peel Session, 05/11/1968)        | T-Bone Walker                 | 4:09  |
| 18. | Beggar's Farm (John Peel Session, 05/11/1968)        | Abrahams, Anderson            | 3:22  |
| 19. | Dharma for One (John Peel Session, 05/11/1968)       | Anderson, Bunker              | 3:46  |

- Le deuxième CD comprend une version remixée en stéréo avec six titres bonus issus de 45 tours de l'époque. Les deux premiers sont des mix stéréo inédits, les quatre autres sont en mono :

| No  | Titre                                                      | Auteur   | Durée |
| --- | ---------------------------------------------------------- | -------- | ----- |
| 11. | Love Story (New Stereo Mix)                                |          | 3:05  |
| 12. | Christmas Song (New Stereo Mix)                            |          | 3:13  |
| 13. | Sunshine Day (Face A single (mono))                        | Abrahams | 2:26  |
| 14. | One for John Gee (Face B du single Song for Jeffrey(mono)) | Abrahams |       |
| 15. | Love Story (Face A single (mono))                          |          | 3:05  |
| 16. | Christmas Song (Face B du single Love Story(mono))         |          | 3:05  |

## Musiciens

### Jethro Tull
- Ian Anderson : chant sauf sur (4), flûte, claghorn, harmonica, piano, guitare acoustique
- Mick Abrahams : guitare électrique, guitare 9 cordes, chœurs, chant sur (2, 4)
- Glenn Cornick : basse
- Clive Bunker : batterie, percussions

### Musicien additionnel
- David Palmer : cor d'harmonie, arrangements orchestraux

## Charts
Charts 1968 - 1969
| Pays        | Durée du classement | Meilleur classement |
| ----------- | ------------------- | ------------------- |
| États-Unis  | 17 semaines         | 62e                 |
| Royaume-Uni | 17 semaines         | 10e                 |

Charts 2018
| Pays         | Durée du classement | Meilleur classement |
| ------------ | ------------------- | ------------------- |
| Allemagne    | 1 semaine           | 28e                 |
| Belgique (V) | 1 semaine           | 181e                |
| Espagne      | 1 semaine           | 78e                 |